# Uwe Mund
Uwe Mund (Viena, 1941) és un director d'orquestra austríac.
Va estudiar al Conservatori Bruckner de Linz i a l'Acadèmia de Música de Viena, amb Hans Swarowski, a més de llicenciar-se en germanística i musicologia a la Universitat de la capital austríaca. Fou director del cor de nois famós dels Wiener Sängerknaben i Herbert von Karajan el contractà com a corepetidor de l'Òpera de Viena.
Després de treballar com a director al Teatre de Friburg i al Gärtnerplatz-Theater de Múnic, i com a primer director a Kiel i a Frankfurt, el 1977 fou nomenat Generalmusikdirektor a Gelsenkirchen. Del 1987 al 1994 fou director artístic de l'Orquestra del Gran Teatre del Liceu de Barcelona (1987-1994). Ha dirigit a les òperes d'Hamburg, Berlín, Viena, Múnic, Stuttgart, Leipzig, San Francisco, París, Varsòvia, Madrid, Brussel·les, Roma, Copenhaguen, Buenos Aires, Bordeus, la Hofmusikkapelle vienesa, una orquestra de la cort que es remunta a l'edat mitjana, etc. I en el camp del concert simfònic ha estat al capdavant d'orquestres importants com, entre d'altres, les filharmòniques de Múnic i Buenos Aires, NHK de Tòquio, Beethovenorchester de Bonn, Orquestres de la Ràdio de Múnic, Berlín, Hannover, Frankfurt i Colònia, Orquestra de la Residència de la Haia, RAI de Milà i Torí, etc.
Va ser director musical al "Musiktheater im Revier" de Gelsenkirchen des de 1977 fins a 1988, on es considera que la seva obra i passió van definir una època. Actualment, és principal director convidat de l'Orquestra Simfònica de Kioto, al Japó, i de l'Orquestra Simfònica del Vallès.